# Molunat (Konavle)
Molunat falu Horvátországban, Dubrovnik-Neretva megyében. Közigazgatásilag Konavle községhez tartozik.

## Fekvése
A Dubrovnik városától légvonalban 35, közúton 42 km-re délkeletre, községközpontjától légvonalban 22, közúton 27 km-re délkeletre, az azonos nevű félszigeten fekszik. Főbb település részei Donji és Gornji Molunat.

## Története
Molunat neve a görög „molosz” főnévből származik, mely kikötőt jelent. A település határában található halomsírok tanúsága szerint területe már ősidők óta lakott. Első ismert lakói az illírek voltak, akik magaslatokon épített erődített településeken éltek és kőből rakott halomsírokba temetkeztek. A rómaiak az i. e. 2. században győzték le az illíreket és Epidaurum központtal e területet is a birodalomhoz csatolták. A római korból származnak a határában található villagazdaság, ciszterna és egyéb épületek maradványai. A római hatalmat a népvándorlás vihara rengette meg. A Nyugatrómai Birodalom bukása után a keleti gótok özönlötték el a térséget, őket 537-től 1205-ig kisebb megszakításokkal a bizánciak követték. A 7. században avarok és a kíséretükben érkezett szlávok, a mai horvátok ősei árasztották el a területet. A várakat lerombolták és az ellenálló lakosságot leöldösték. Így semmisült meg a mindaddig fennálló Epidaurum. A túlélő lakosság előbb az északnyugatra fekvő Župára, majd Raguzába menekült. 
Területe a 9. és 11. század között Travunja része volt, mely Dél-Dalmácián kívül magában foglalta a mai Hercegovina keleti részét és Montenegró kis részét is. Travunja sokáig a szerb, a zétai és bosnyák uralkodók függőségébe tartozó terület volt. A Raguzai Köztársaság Konavle keleti részével együtt 1419-ben vásárolta meg bosnyák urától Sandalj Hranićtól. A mai Molunatot a 15. században alapították a járványok által fertőzött lakosság elkülönítésére és itt kötöttek ki a fertőzött területekről érkező hajók is. A középkorban tehát elsősorban karanténként szolgált. A raguzai hatóságok ennek érdekében 1468 és 1471 között falakkal vették körül, melyek veszély esetén egyúttal védelmül is szolgáltak. A raguzai területek peremén elhelyezkedő település ugyanis gyakran volt kitéve a kalózok támadásainak. A helyi nép körében ma is él a történet a négy kislányról akiket a falu melletti tóban végzett ruhamosás közben raboltak el a kalózok. Közülük háromról sohasem érkezett hír, de a negyedik előkerült és gazdagon támogatta a családját. A falak elkészülte után az általuk közrefogott területet felparcellázták és telkekre osztották fel, hogy ott az ott élők házakat építhessenek. 
Az 1806-ban a Konavléra rátörő orosz és montenegrói sereg a település házait is kifosztotta, közülük sokat fel is gyújtottak. A Veliki Molunat-öbölben 1958-ban hajóroncsokat találtak fegyverekkel és más egyéb tárgyakkal. Ma a dubrovniki Pomorski múzeumban őrzik őket. A roncsok valószínűleg egy orosz hajónak a maradványai, mely a francia flotta elöli visszavonulás közben süllyedt el még 1803-ban. A köztársaság bukása után 1808-ban Dalmáciával együtt ez a térség is a köztársaságot legyőző franciák uralma alá került, de Napóleon bukása után 1815-ben a berlini kongresszus Dalmáciával együtt a Habsburgoknak ítélte. 1890-ben 38, 1910-ben 52 lakosa volt. 1918-ban az új szerb-horvát-szlovén állam, majd később Jugoszlávia része lett. A délszláv háború idején 1991 októberében a jugoszláv hadsereg, valamint szerb és montenegrói szabadcsapatok foglalták el a települést, melyet kifosztottak és felégettek. A lakosság nagy része a jól védhető Dubrovnikba menekült és csak 1992 októberének végén térhetett vissza. A háború után rögtön megindult az újjáépítés. A településnek 2011-ben 212 lakosa volt. Lakói főként turizmussal, halászattal és mezőgazdasággal foglalkoztak. 

## Népesség
| Lakosság változása | Lakosság változása | Lakosság változása | Lakosság változása | Lakosság változása | Lakosság változása | Lakosság változása | Lakosság változása | Lakosság változása | Lakosság változása | Lakosság változása | Lakosság változása | Lakosság változása | Lakosság változása | Lakosság változása | Lakosság változása |
| ------------------ | ------------------ | ------------------ | ------------------ | ------------------ | ------------------ | ------------------ | ------------------ | ------------------ | ------------------ | ------------------ | ------------------ | ------------------ | ------------------ | ------------------ | ------------------ |
| 1857               | 1869               | 1880               | 1890               | 1900               | 1910               | 1921               | 1931               | 1948               | 1953               | 1961               | 1971               | 1981               | 1991               | 2001               | 2011               |
| 0                  | 0                  | 0                  | 38                 | 43                 | 52                 | 0                  | 0                  | 109                | 104                | 87                 | 103                | 149                | 199                | 217                | 212                |

(1857 és 1880 között, valamint 1921-ben és 1931-ben lakosságát Đurinićihez számították.)

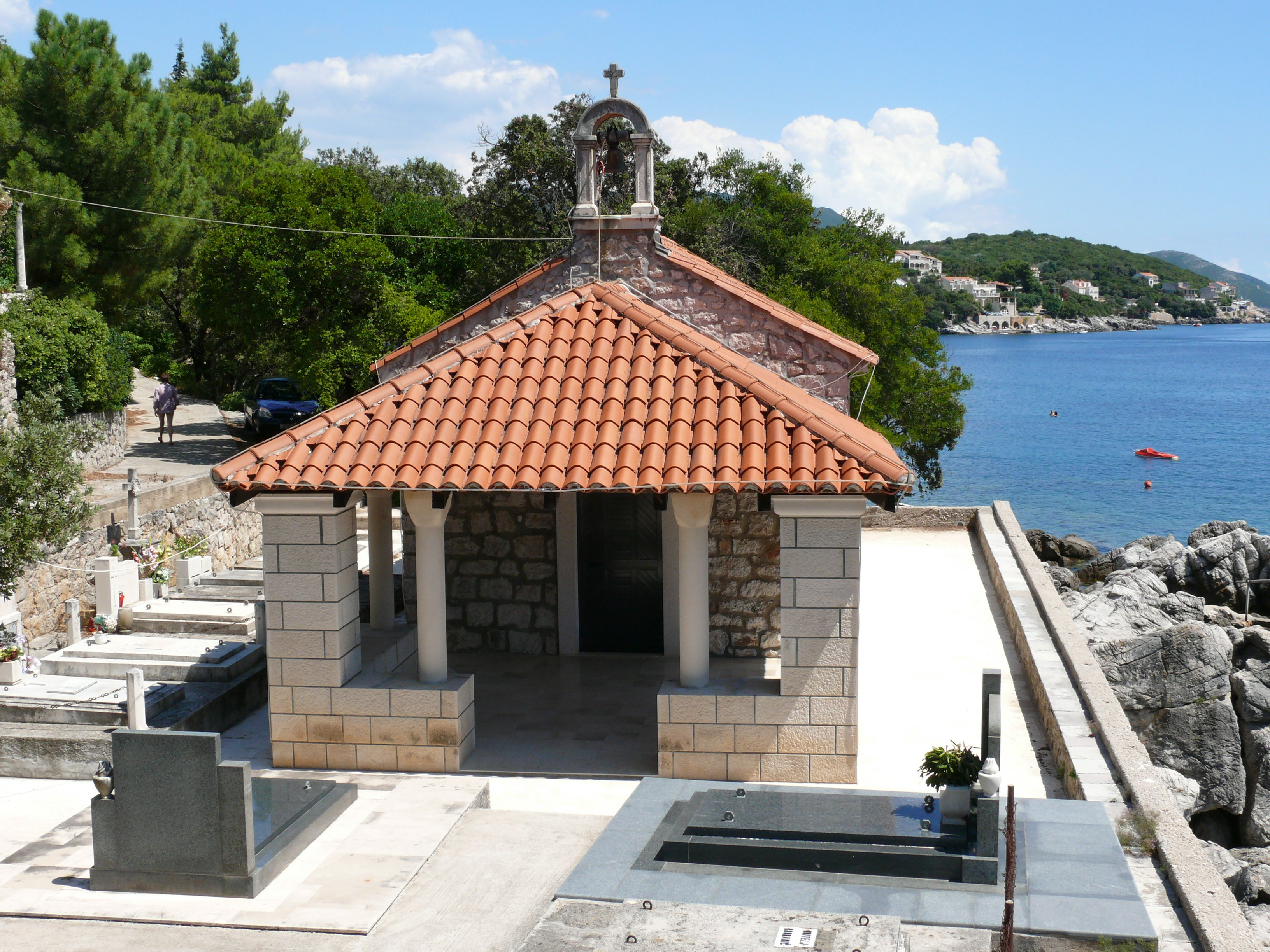
A Szent Miklós templom

## Nevezetességei
- Molunat falai[4] akkor épültek, amikor a Raguzai Köztársaság vezetése úgy döntött, hogy falakat épít Konavle keleti lakosságának védelmére. Említésükről az első dokumentum 1468-ból származik. A falak Molunat-félsziget tengelye mentén, mintegy 400 m hosszan a Gornja uvalától a Donja uvaláig, egyenes vonalban húzódnak, kivéve a legvégén, ahol vonaluk megtörik és a tenger felé fordul. A máig fennmaradt, lőrésekkel ellátott falon azokon a helyeken, ahol korábban tornyok voltak áttörések figyelhetők meg. A fal a 19. és 20. században építési munkálatokon ment keresztül.

- A Keresztelő Szent János templomot 1889-ben építették. 2000-ben átépítették és bővítették.

- Mirinei Szent Miklós templom a Mali Molunat-öböl felett.

- Római épületmaradványok a Veliki Molunat-öböl közelében

- Római villa rustica és ciszterna maradványai Gornji Molunaton

- Bronz ágyú Donji Molunaton

- Víz alatti régészeti lelőhely a Veliki Molunat-öbölben.

- A Molunat előtt 1 km-re fekvő kis Molunat-sziget a búvárok kedvelt merülőhelye.

- Ókori halomsírok

## Fordítás
Ez a szócikk részben vagy egészben  a   Molunat (Konavle) című horvát Wikipédia-szócikk ezen változatának fordításán alapul.  Az eredeti cikk szerkesztőit annak laptörténete sorolja fel. Ez a jelzés csupán a megfogalmazás eredetét és a szerzői jogokat jelzi, nem szolgál a cikkben szereplő információk forrásmegjelöléseként.